# Andrzej de Lazari
Andrzej Dymitr de Lazari (ur. 2 stycznia 1946) – polski literaturoznawca, filolog, historyk filozofii i idei, rosjoznawca, sowietolog, politolog, publicysta, tłumacz. Profesor nauk humanistycznych, nauczyciel akademicki Uniwersytetu Łódzkiego, Uniwersytetu Mikołaja Kopernika w Toruniu i Akademii Humanistyczno-Ekonomicznej w Łodzi.

## Życiorys
W wyniku wypadków marcowych został aresztowany i więziony w więzieniu na Rakowieckiej. Potem odbył służbę w kompanii karnej Ludowego Wojska Polskiego. Zawieszono go w prawach studenta na rok, przez co ukończył studia rok po terminie. 
Studia literaturoznawcze ukończył w 1969 na Uniwersytecie Warszawskim. W 1981 uzyskał stopień doktora nauk humanistycznych w zakresie literaturoznawstwa na Wydziale Filologicznym Uniwersytetu Łódzkiego (praca: Apollon Grigorjew – myśliciel i krytyk; promotor: Andrzej Walicki), a w 1989 na Wydziale Lingwistyki Stosowanej i Filologii Wschodniosłowiańskich Uniwersytetu Warszawskiego uzyskał stopień doktora habilitowanego ze specjalnością w zakresie literaturoznawstwa rosyjskiego na podstawie monografii „Poczwiennictwo”. Z badań nad historią idei w Rosji. W 1997 uzyskał tytuł profesora.
Uczeń prof. Andrzeja Walickiego, znawca problematyki historii rosyjskiej kultury, religii, filozofii i myśli społeczno-politycznej. Kierownik Katedry Europy Środkowej i Wschodniej Instytutu Studiów Międzynarodowych Uniwersytetu Łódzkiego. Kierował również Interdyscyplinarnymi Zespołami Badań w UŁ: Religioznawczym i Sowietologicznym. W latach 2001–2004 był kierownikiem pracy badawczej „Wzajemne uprzedzenia pomiędzy Polakami i Rosjanami” w Polskim Instytucie Spraw Międzynarodowych. Na UMK w Toruniu związany był z Instytutem Politologii na Wydziale Humanistycznym oraz Instytutem Filologii Słowiańskiej na Wydziale Filologicznym.
Autor wielu publikacji na temat historii Rosji i jej kultury oraz stosunków polsko-rosyjskich. Propagator poglądu, że nie należy obwiniać Rosjan za zbrodnię katyńską, gdyż to nie oni decydowali o tragicznym losie polskich jeńców.
Z ramienia ugrupowania Nowoczesna startował bez powodzenia w wyborach w 2015 do Senatu z okręgu 23.
Od września 2016 do stycznia 2017 rektor Akademii Humanistyczno-Ekonomicznej w Łodzi.
Współzałożyciel w 2017 i prezes Stowarzyszenia Mosty Europy (rozwiązanego w 2019 z przyczyn ekonomicznych).

### Życie prywatne
Jest wnukiem Konstantego de Lazari i siostrzeńcem Iji Lazari-Pawłowskiej. Jego córką jest Katarzyna de Lazari-Radek.

## Publikacje książkowe
- „Poczwiennictwo”. Z badań nad historią idei w Rosji, Łódź 1988
- Mentalność rosyjska. Słownik, Katowice 1995 (redakcja)
- Idee w Rosji. Leksykon rosyjsko-polsko-angielski, t. 1–5, Warszawa 1999, Łódź 1999–2003
- W kręgu Fiodora Dostojewskiego. „Poczwiennictwo”, Łódź 2000
- Wzajemne uprzedzenia pomiędzy Polakami i Rosjanami, materiały konferencyjne, Łódź, 2–5 grudnia 2001, Łódź 2001 (redakcja)
- Dusza polska i rosyjska (od Adama Mickiewicza i Aleksandra Puszkina do Czesława Miłosza i Aleksandra Sołżenicyna), materiały do „katalogu” wzajemnych uprzedzeń Polaków i Rosjan, Warszawa 2004 (redakcja)
- Polacy i Rosjanie: przezwyciężanie uprzedzeń, Łódź 2006 (redakcja: Andrzej de Lazari, Tatiana Rongińska)
- Zaprogramowanie kulturowe narodów Europy, Łódź 2007 (redakcja: Andrzej de Lazari, Olga Nadskakuła, Magdalena Żakowska)
- Polacy i Rosjanie we wzajemnej karykaturze, Warszawa 2008 (współautor: Oleg Riabow)
- Polskie i rosyjskie problemy z rosyjskością, Łódź 2009
- Europa i Niedźwiedź, Warszawa 2013 (współautorzy: Oleg Riabow, Magdalena Żakowska)